# Eleições legislativas portuguesas de 1999 na Madeira
| Eleições legislativas portuguesas de 1999 Distritos: Aveiro \| Beja \| Braga \| Bragança \| Castelo Branco \| Coimbra \| Évora \| Faro \| Guarda \| Leiria \| Lisboa \| Portalegre \| Porto \| Santarém \| Setúbal \| Viana do Castelo \| Vila Real \| Viseu \| Açores \| Madeira \| Estrangeiro |

## Resultados por Concelho
Os resultados nos concelhos do Região Autónoma da Madeira foram os seguintes:

### Calheta
| Partido                 | Partido                  | Votos  | %               | +/-  |
| ----------------------- | ------------------------ | ------ | --------------- | ---- |
|                         | Partido Social Democrata | 3 721  | 61,51 / 100,00  | 1,12 |
|                         | Partido Popular          | 1 116  | 18,45 / 100,00  | 4,81 |
|                         | Partido Socialista       | 949    | 15,69 / 100,00  | 3,84 |
|                         | Outros                   | 136    | 2,25 / 100,00   |      |
| Votos Inválidos         | Votos Inválidos          | 127    | 2,10 / 100,00   | 0,46 |
| Total                   | Total                    | 6 049  | 100,00 / 100,00 |      |
| Eleitorado/Participação | Eleitorado/Participação  | 10 234 | 59,11 / 100,00  | 4,11 |

### Câmara de Lobos
| Partido                 | Partido                        | Votos  | %               | +/-  |
| ----------------------- | ------------------------------ | ------ | --------------- | ---- |
|                         | Partido Social Democrata       | 7 388  | 59,06 / 100,00  | 1,64 |
|                         | Partido Socialista             | 3 136  | 25,07 / 100,00  | 2,88 |
|                         | Partido Popular                | 1 105  | 8,83 / 100,00   | 0,06 |
|                         | Coligação Democrática Unitária | 346    | 2,77 / 100,00   | 1,24 |
|                         | Outros                         | 245    | 1,96 / 100,00   |      |
| Votos Inválidos         | Votos Inválidos                | 289    | 2,31 / 100,00   | 0,47 |
| Total                   | Total                          | 12 509 | 100,00 / 100,00 |      |
| Eleitorado/Participação | Eleitorado/Participação        | 22 562 | 55,44 / 100,00  | 5,07 |

### Funchal
| Partido                 | Partido                        | Votos  | %               | +/-  |
| ----------------------- | ------------------------------ | ------ | --------------- | ---- |
|                         | Partido Social Democrata       | 21 960 | 39,36 / 100,00  | 1,80 |
|                         | Partido Socialista             | 21 714 | 38,92 / 100,00  | 1,38 |
|                         | Partido Popular                | 6 538  | 11,72 / 100,00  | 3,03 |
|                         | Coligação Democrática Unitária | 2 145  | 3,85 / 100,00   | 2,08 |
|                         | Bloco de Esquerda              | 989    | 1,77 / 100,00   | Novo |
|                         | Outros                         | 935    | 1,68 / 100,00   |      |
| Votos Inválidos         | Votos Inválidos                | 1 505  | 2,70 / 100,00   | 0,58 |
| Total                   | Total                          | 55 786 | 100,00 / 100,00 |      |
| Eleitorado/Participação | Eleitorado/Participação        | 96 141 | 58,03 / 100,00  | 7,59 |

### Machico
| Partido                 | Partido                        | Votos  | %               | +/-  |
| ----------------------- | ------------------------------ | ------ | --------------- | ---- |
|                         | Partido Socialista             | 5 279  | 50,81 / 100,00  | 4,66 |
|                         | Partido Social Democrata       | 4 046  | 38,94 / 100,00  | 4,24 |
|                         | Partido Popular                | 462    | 4,45 / 100,00   | 1,85 |
|                         | Coligação Democrática Unitária | 243    | 2,34 / 100,00   | 1,16 |
|                         | Outros                         | 144    | 1,38 / 100,00   |      |
| Votos Inválidos         | Votos Inválidos                | 216    | 2,08 / 100,00   | 0,38 |
| Total                   | Total                          | 10 390 | 100,00 / 100,00 |      |
| Eleitorado/Participação | Eleitorado/Participação        | 18 543 | 56,03 / 100,00  | 6,55 |

### Ponta do Sol
| Partido                 | Partido                        | Votos | %               | +/-   |
| ----------------------- | ------------------------------ | ----- | --------------- | ----- |
|                         | Partido Social Democrata       | 2 330 | 55,65 / 100,00  | 4,75  |
|                         | Partido Socialista             | 1 130 | 26,99 / 100,00  | 12,28 |
|                         | Partido Popular                | 525   | 12,54 / 100,00  | 6,81  |
|                         | Coligação Democrática Unitária | 55    | 1,31 / 100,00   | 0,78  |
|                         | Outros                         | 91    | 2,17 / 100,00   |       |
| Votos Inválidos         | Votos Inválidos                | 56    | 1,34 / 100,00   | 0,48  |
| Total                   | Total                          | 4 187 | 100,00 / 100,00 |       |
| Eleitorado/Participação | Eleitorado/Participação        | 6 942 | 60,31 / 100,00  | 5,71  |

### Porto Moniz
| Partido                 | Partido                  | Votos | %               | +/-  |
| ----------------------- | ------------------------ | ----- | --------------- | ---- |
|                         | Partido Social Democrata | 1 117 | 55,35 / 100,00  | 3,97 |
|                         | Partido Socialista       | 679   | 33,65 / 100,00  | 6,10 |
|                         | Partido Popular          | 149   | 7,38 / 100,00   | 1,54 |
|                         | Outros                   | 30    | 1,50 / 100,00   |      |
| Votos Inválidos         | Votos Inválidos          | 43    | 2,13 / 100,00   | 0,78 |
| Total                   | Total                    | 2 018 | 100,00 / 100,00 |      |
| Eleitorado/Participação | Eleitorado/Participação  | 3 069 | 65,75 / 100,00  | 4,59 |

### Porto Santo
| Partido                 | Partido                  | Votos | %               | +/-  |
| ----------------------- | ------------------------ | ----- | --------------- | ---- |
|                         | Partido Social Democrata | 1 163 | 45,64 / 100,00  | 1,09 |
|                         | Partido Socialista       | 1 137 | 44,62 / 100,00  | 3,56 |
|                         | Partido Popular          | 133   | 5,22 / 100,00   | 2,64 |
|                         | Outros                   | 52    | 2,04 / 100,00   |      |
| Votos Inválidos         | Votos Inválidos          | 63    | 2,47 / 100,00   | 0,37 |
| Total                   | Total                    | 2 548 | 100,00 / 100,00 |      |
| Eleitorado/Participação | Eleitorado/Participação  | 3 910 | 65,17 / 100,00  | 9,30 |

### Ribeira Brava
| Partido                 | Partido                        | Votos  | %               | +/-  |
| ----------------------- | ------------------------------ | ------ | --------------- | ---- |
|                         | Partido Social Democrata       | 4 076  | 63,86 / 100,00  | 1,90 |
|                         | Partido Socialista             | 1 281  | 20,07 / 100,00  | 3,22 |
|                         | Partido Popular                | 597    | 9,35 / 100,00   | 1,75 |
|                         | Coligação Democrática Unitária | 92     | 1,44 / 100,00   | 0,74 |
|                         | Bloco de Esquerda              | 74     | 1,16 / 100,00   | Novo |
|                         | Outros                         | 80     | 1,25 / 100,00   |      |
| Votos Inválidos         | Votos Inválidos                | 183    | 2,87 / 100,00   | 0,42 |
| Total                   | Total                          | 6 383  | 100,00 / 100,00 |      |
| Eleitorado/Participação | Eleitorado/Participação        | 11 072 | 57,65 / 100,00  | 5,02 |

### Santa Cruz
| Partido                 | Partido                        | Votos  | %               | +/-  |
| ----------------------- | ------------------------------ | ------ | --------------- | ---- |
|                         | Partido Social Democrata       | 6 060  | 44,43 / 100,00  | 0,37 |
|                         | Partido Socialista             | 5 053  | 37,05 / 100,00  | 0,82 |
|                         | Partido Popular                | 1 486  | 10,90 / 100,00  | 1,28 |
|                         | Coligação Democrática Unitária | 361    | 2,65 / 100,00   | 1,26 |
|                         | Outros                         | 322    | 2,37 / 100,00   |      |
| Votos Inválidos         | Votos Inválidos                | 357    | 2,62 / 100,00   | 0,41 |
| Total                   | Total                          | 13 639 | 100,00 / 100,00 |      |
| Eleitorado/Participação | Eleitorado/Participação        | 21 601 | 63,14 / 100,00  | 5,45 |

### Santana
| Partido                 | Partido                        | Votos | %               | +/-  |
| ----------------------- | ------------------------------ | ----- | --------------- | ---- |
|                         | Partido Social Democrata       | 2 760 | 56,74 / 100,00  | 3,31 |
|                         | Partido Socialista             | 1 306 | 26,85 / 100,00  | 3,10 |
|                         | Partido Popular                | 447   | 9,19 / 100,00   | 0,30 |
|                         | Coligação Democrática Unitária | 58    | 1,19 / 100,00   | 0,78 |
|                         | Outros                         | 101   | 2,07 / 100,00   |      |
| Votos Inválidos         | Votos Inválidos                | 192   | 3,95 / 100,00   | 0,55 |
| Total                   | Total                          | 4 864 | 100,00 / 100,00 |      |
| Eleitorado/Participação | Eleitorado/Participação        | 8 579 | 56,70 / 100,00  | 5,76 |

### São Vicente
| Partido                 | Partido                        | Votos | %               | +/-  |
| ----------------------- | ------------------------------ | ----- | --------------- | ---- |
|                         | Partido Social Democrata       | 1 681 | 52,37 / 100,00  | 3,20 |
|                         | Partido Socialista             | 951   | 29,63 / 100,00  | 6,23 |
|                         | Partido Popular                | 372   | 11,59 / 100,00  | 3,02 |
|                         | Coligação Democrática Unitária | 41    | 1,28 / 100,00   | 0,90 |
|                         | Outros                         | 66    | 2,06 / 100,00   |      |
| Votos Inválidos         | Votos Inválidos                | 99    | 3,08 / 100,00   | 0,06 |
| Total                   | Total                          | 3 210 | 100,00 / 100,00 |      |
| Eleitorado/Participação | Eleitorado/Participação        | 5 914 | 54,28 / 100,00  | 3,80 |